# Kursk
Kursk (in russo Курск?) è una città della Russia europea, capoluogo dell'omonimo oblast'.

## Geografia fisica

### Territorio
La città si trova a circa 152 km a nord di Belgorod e 580 km a sud di Mosca.
Sorge alla confluenza dei fiumi Kur, Tuskar e Sejm. Si trova sullo stesso fuso orario di Mosca (+03:00 GMT).

### Clima
Fonte: WorldClimate.com
- Temperatura media annua: 5,4 °C
- Temperatura media del mese più freddo (gennaio): -8,6 °C
- Temperatura media del mese più caldo (luglio): 19,0 °C
- Precipitazioni medie annue: 615 mm

## Storia
La città ha una storia piuttosto lunga; il primo riferimento data dal 1032. Oggi è un importante centro industriale, nodo ferroviario, mercato agricolo e sede universitaria.

### Seconda guerra mondiale
Nel 1943, nelle vicinanze della città, si combatté una delle più violente e determinanti battaglie fra la Wehrmacht e l'Armata Rossa, conclusasi con la vittoria di quest'ultima. All'uscita della città si trova un viale con un'esposizione di mezzi militari e un arco in memoria dei combattenti. Come in tutta la Russia è molto sentito il ricordo dei propri soldati caduti, quindi nei giardini e nelle piazze si incontrano spesso lapidi e monumenti alla loro memoria.

### Offensiva ucraina
Nella notte tra il 5 e il 6 agosto 2024, l'esercito ucraino ha lanciato un'offensiva nella città russa di Kursk, provocando vittime e feriti.

## Strade di Kursk
Fra le vie principali di Kursk vi sono via Lenin, via Dzeržinskij e via Karl Marx.

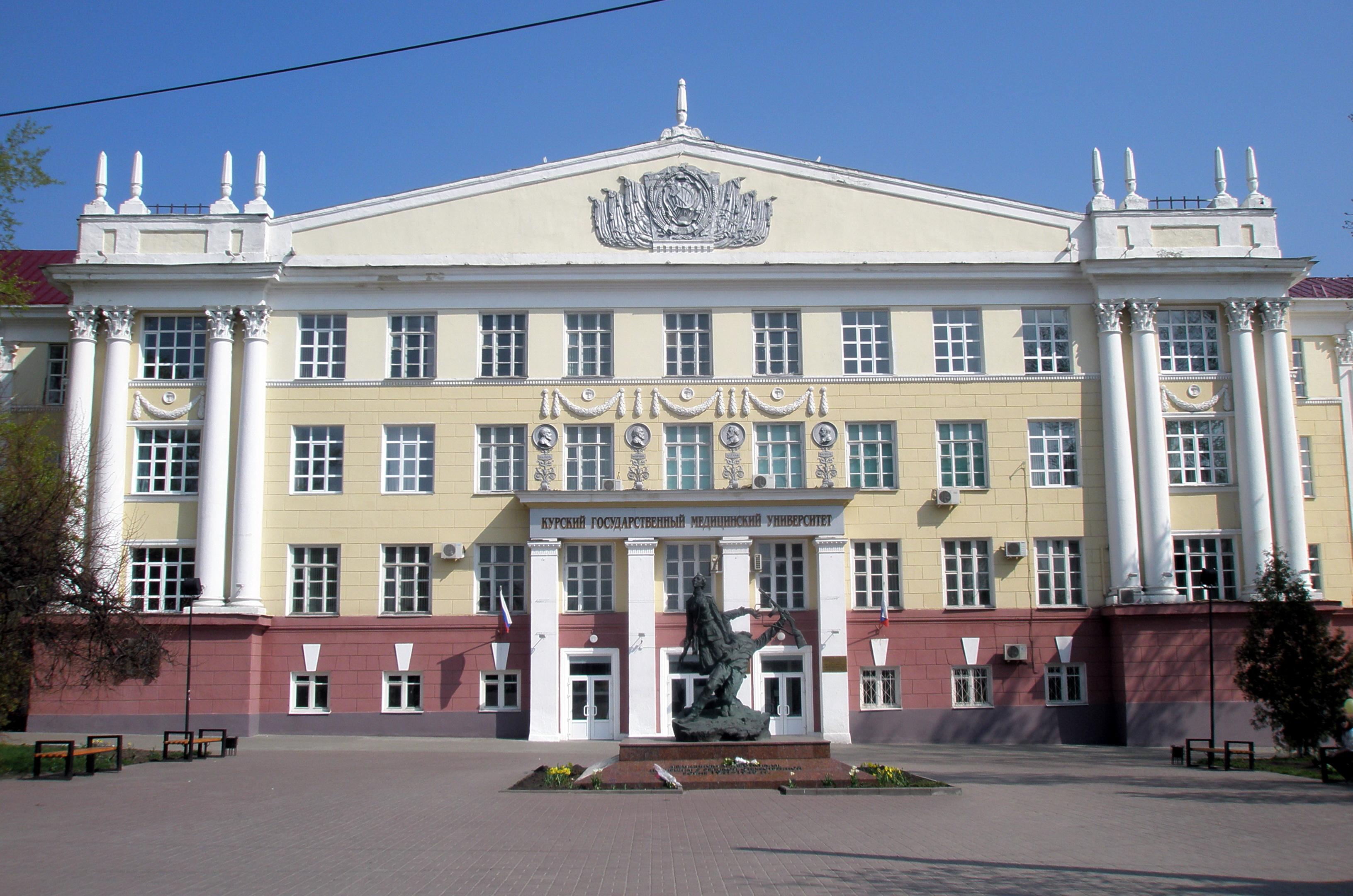
Università di Medicina di Kursk, via Karl Marx № 3
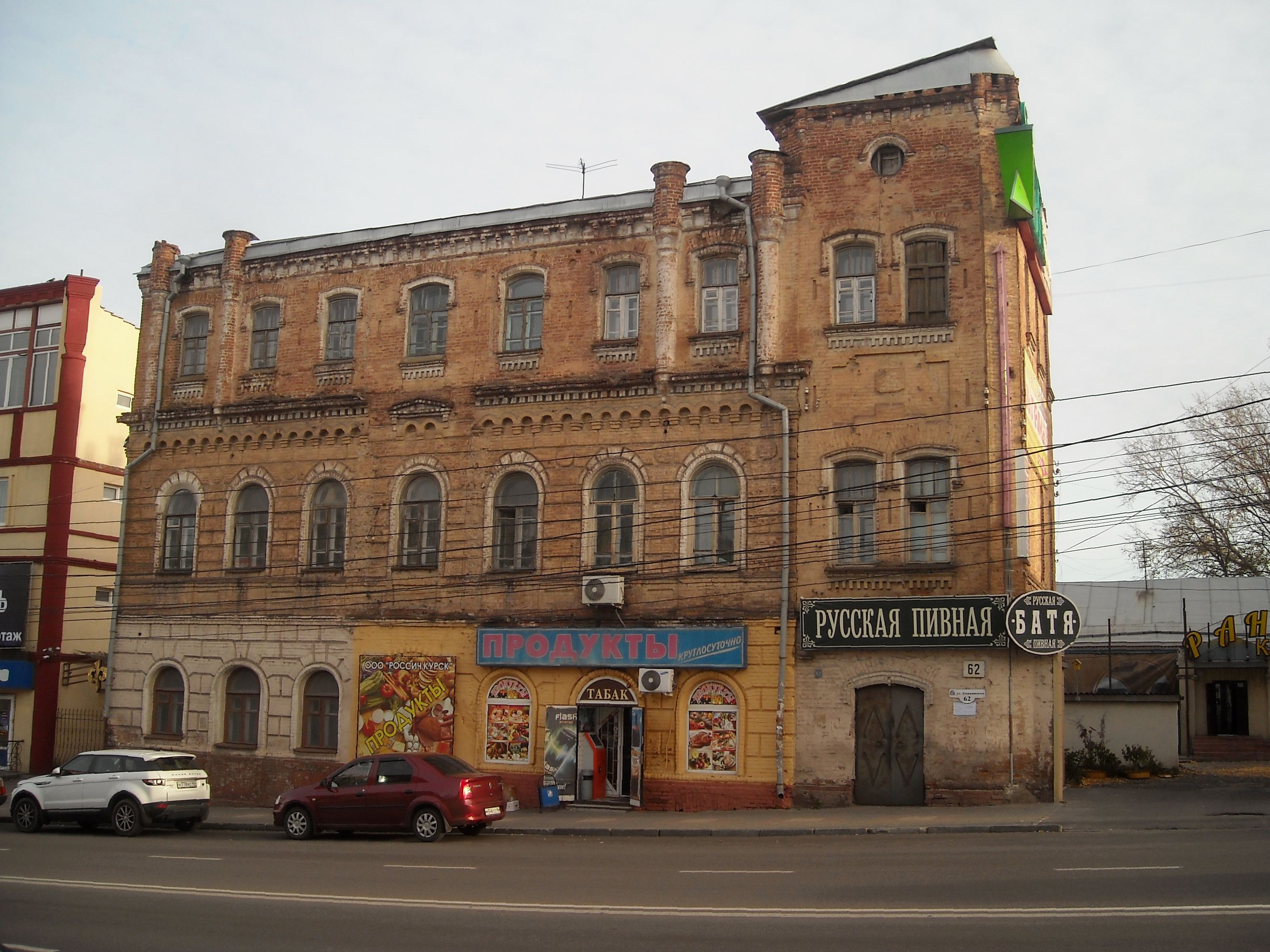
Via Dzeržinskij № 62
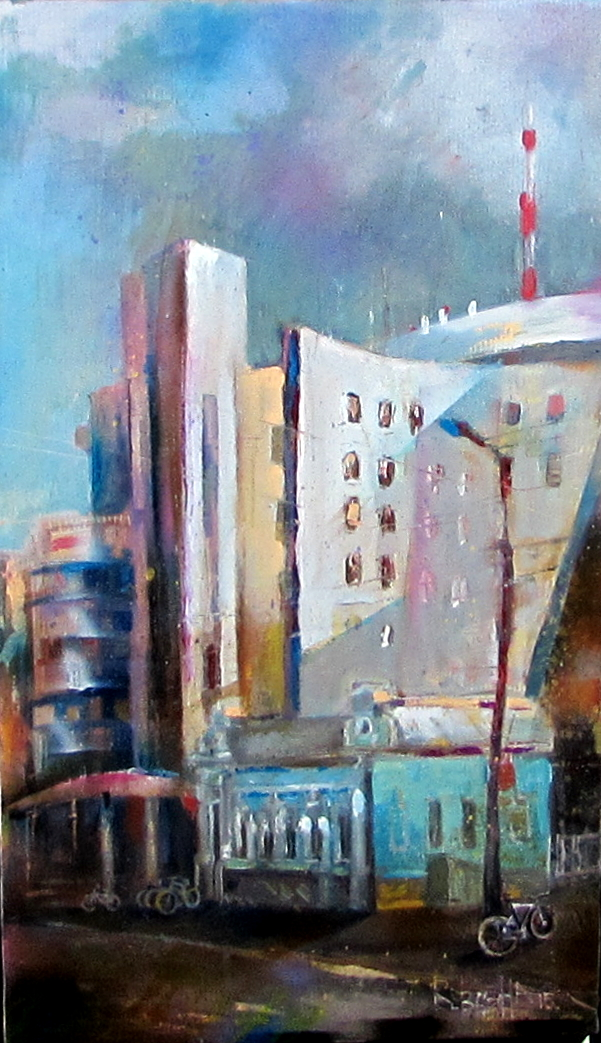
Angolo fra via Lenin e via Sadovaya
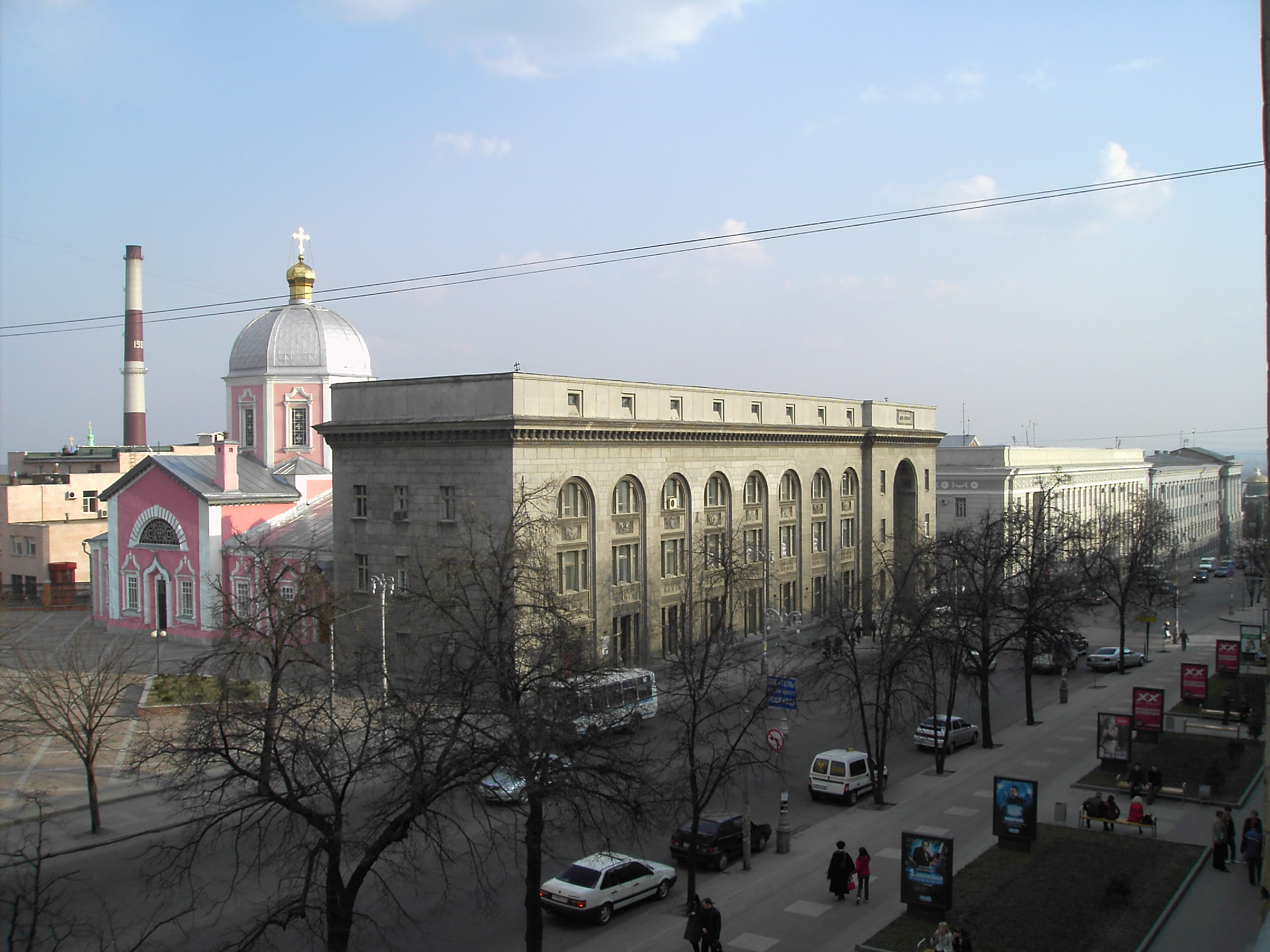
Via Lenin № 11

## Società

### Evoluzione demografica
"Abitanti censiti"

## Infrastrutture e trasporti
La città è dotata di una stazione ferroviaria e di un piccolo aeroporto, da cui partono voli per Mosca tramite delle compagnie Utair e AVIA JAYNAR.

## Amministrazione

### Gemellaggi
- Witten
- Spira
- Zweibrücken
- Čern'
- Tczew
- Niš
- Užice
- Sumy
- Feodosia
- Tiraspol
- Biržai
- Homel'
- Pastavy